# Stélio Maroja
Stélio de Mendonça Maroja (Bragança, 12 de dezembro de 1913 – Rio de Janeiro, 22 de maio de 1978) foi um advogado, professor e político brasileiro que foi deputado federal pelo Pará e prefeito de Belém.

## Dados biográficos
Filho de Manuel Maroja Neto e Inês de Mendonça Maroja. Formou-se advogado na Universidade Federal do Pará em 1934 e a seguir foi professor de Língua Portuguesa e Direito Marítimo no Centro de Instrução Almirante Brás de Aguiar. Em 1941 assumiu uma vaga de juiz na seção paraense do Conselho Regional do Trabalho onde permaneceu dois anos.
Durante o segundo governo Zacarias Assunção foi titular da Diretoria de Finanças, secretário de Fazenda e representou o Pará junto à Superintendência do Plano de Valorização Econômica da Amazônia (SPVEA). Suplente de deputado estadual via PSP 1950, elegeu-se em 1954, voltou à Secretaria de Fazenda no terceiro governo Magalhães Barata reelegendo-se em 1958. Presidente do diretório estadual do PSP, foi eleito deputado federal em 1962, mas renunciou ao mandato parlamentar após eleger-se prefeito de Belém em 1965. Foi eleito deputado federal pela ARENA em 1970 e ao fim do mandato encerrou sua carreira política.
Seu pai foi desembargador e nessa condição assumiu a presidência do Tribunal de Justiça do Estado do Pará e depois o cargo de interventor federal após o fim do Estado Novo.